# 及川清昭
及川 清昭（おいかわ きよあき、1953年 - ）は、日本の都市工学・建築学者。立命館大学理工学部建築都市デザイン学科教授。

## 経歴
- 1953年 岩手県水沢市（現・奥州市）に生まれる。
- 1972年 岩手県立水沢高等学校卒業。
- 1976年 東京大学工学部建築学科卒業。
- 1976年 東京浦辺建築事務所に就職。
- 1984年 東京大学大学院工学系研究科修了、工学博士。
- 1984年 東京大学生産技術研究所助手、特別研究員。
- 1999年 東京大学大学院新領域創成科学研究科助教授。
- 2003年 立命館大学理工学部教授

## 研究
- 建築・都市空間の数理的把握と計画手法 
  - 建築から市街地、都市に至るまでの広範囲な構築環境を対象として空間構成要素の形態や配置様態を数理的に捉え、空間計画手法の開発を図る。

## 所属学会
- 日本建築学会
- 日本都市計画学会
- 地理情報システム学会
- 都市住宅学会
- 日本オペレーションズ
- リサーチ学会
- 形の科学会
- 日本地理学会

## 著書
- "Islamic Area Studies with Geographic Information Systems, An Analysis on the Visibility of Minarets in San’a Old City of Yemen"
- トルコ・イスラーム都市の空間文化・「摩天楼の要塞都市サナアとシバーム」
- 東京の環境を考える・「江戸・東京の都市空間の変遷」
- まちづくりの百科事典・人口動態
- 新イスラム事典・「住居」
- OR事典2000－事例編

## 出演
- 世界一受けたい授業「地球横断80,000km 驚き!世界のヘンな家めぐり」（2007年11月17日、日本テレビ）
- 世界一受けたい授業「地球横断8万キロ! 驚き!世界のヘンな家めぐり!パート2」（2008年8月2日、日本テレビ）